# Amy Roko
Pour les articles homonymes, voir Roko.
Amy Roko, née en 1992, est une comédienne et étudiante saoudienne devenue célèbre grâce à ses mini sketchs humoristiques. Elle partage avec ses photos et vidéos le quotidien d'une femme en niqab à Riyad et dénonce avec humour les conditions des femmes en Arabie saoudite. Elle comptabilise à ce jour 1,4 million d’abonnés sur sa page Instagram,.
En novembre 2016, elle fait partie des 100 femmes de l'année de la BBC.